# Mudasentosa
Mudasentosa is een bestuurslaag in het regentschap Ogan Komering Ulu van de provincie Zuid-Sumatra, Indonesië. Mudasentosa telt 1388 inwoners (volkstelling 2010).